# Svitlopil, Oleksandria
Svitlopil (în ucraineană Світлопіль) este o comună în raionul Oleksandria, regiunea Kirovohrad, Ucraina, formată numai din satul de reședință.

## Demografie
Componența lingvistică a comunei Svitlopil
     Ucraineană (95,19%)
     Rusă (4,44%)
     Alte limbi (0,37%)
Conform recensământului din 2001, majoritatea populației comunei Svitlopil era vorbitoare de ucraineană (95,19%), existând în minoritate și vorbitori de rusă (4,44%).